# Sovereign citizen movement
Sovereign citizen movement (ang. sovereign – suwerenny, citizen – obywatel, movement – ruch) – ruch w Stanach Zjednoczonych skupiający ludzi, którzy odrzucają zastany porządek prawny, twierdząc, że jest on nielegalny, doszukując się rzeczywistego ładu prawnego w prawie naturalnym. Jego zwolennicy uważają, że państwo, w którym żyją, jest w istocie korporacją zarabiającą na niewiedzy ludzi. Członkowie ruchu ignorują przepisy prawne, unikają płacenia kar, stawiają opór w trakcie czynności wykonywanych przez funkcjonariuszy publicznych, a proszeni o okazanie dowodu osobistego przedstawiają fałszywe dokumenty, uznawane przez nich za jedyne obowiązujące.